# (2440) Эдукатио
(2440) Эдукатио (англ. 2440 Educatio), ранее 1978 VQ4 — астероид семейства Флоры во внутренней части пояса астероидов, примерно 6,6 км в диаметре. Вероятно, является вытянутым астероидом спектрального класса S и обладает очень большим периодом вращения (1561 часов). Открыт 7 ноября 1978 года американскими астрономами Элеанор Хелин и Шелте Басом в Паломарской обсерватории в Калифорнии, назван «Эдукатио», по латинскому термину для слова «образование».

## Орбита и классификация
Эдукатио является представителем семейства Флоры, гигантского семейства астероидов и крупнейшего семейства каменных астероидов главного пояса. Обращается вокруг Солнца во внутренней части пояса астероидов на расстоянии 1,9-2,6 а. e. с периодом 3 года и 4 месяца (1205 дней; большая полуось орбиты равна 2,22 а. е.). Орбита обладает эксцентриситетом 0,16 и наклонением 4° относительно плоскости эклиптики.
Астероид впервые наблюдался как объект 1928 QH в Симеизской обсерватории в августе 1928 года. Дуга наблюдения начинается с наблюдения как объекта 1954 JK в Обсерватории имени Гёте Линка в мае 1954 года, более чем за 24 года до официального открытия в Паломарской обсерватории.

## Название
Астероид назван «Эдукатио» по латинскому термину для слова «образование». Официально название опубликовано Центром малых планет 28 января 1983 года.

## Физические характеристики
В классификации SMASS Эдукатио является каменным астероидом класса S, к которому относится большинство объектов семейства Флоры.

### Период вращения
Вращательная кривая блеска астероида, полученная по данным фотометрических обзоров, показала период вращения 1561 час при амплитуде блеска 0,80 звёздной величины, что соответствует несферической форме.

### Диаметр и альбедо
Согласно обзору, проведённому в рамках миссии NEOWISE телескопа NASA WISE, Эдукатио обладает диаметром менее 6,59 км и альбедо поверхности 0,247, но ресурс Collaborative Asteroid Lightcurve Link указывает альбедо 0,24 — полученное для астероида (8) Флора, главного объекта семейства Флоры — при этом оценка диаметра равна 6,51 км для абсолютной звёздной величины 13,1.